# Tabardilla Roja
Tabardilla Roja es el nombre de una variedad cultivar de manzano (Malus domestica). Esta manzana es originaria de Galicia, está cultivada en la colección de árboles frutales y banco de germoplasma de Mabegondo con el Nº 66; ejemplares procedentes de esquejes localizados en Doroña, lugar situado en la parroquia de Castañeda, del municipio de Arzúa (La Coruña).

## Sinónimos
- "Manzana Tabardilla Roja",[5][6]
- "Maceira Tabardilla Roja".

## Características
El manzano de la variedad 'Tabardilla Roja' tiene un vigor vigoroso. Tamaño grande y porte erguido.
Época de inicio de brotación a partir del 17 de abril y de floración a partir de 13 de mayo.
Las hojas tienen una longitud del limbo de tamaño medio, con la máxima anchura del limbo estrecha. Longitud de las estípulas es media y la máxima anchura de las estípulas es media. Denticulación del borde del limbo es serrado, con la forma del ápice del limbo acuminado y la forma de la base del limbo es obtuso. Con subestípulas presentes.
Sus flores tienen una longitud de los pétalos larga, anchura de los pétalos es ancha, disposición de los pétalos superpuestos entre sí, con una longitud del pedúnculo larga.
La variedad de manzana 'Tabardilla Roja' tiene un fruto de tamaño medio, de forma oblonga, de color bicolor, con chapa a manchas, e intensidad media. Epidermis de textura suave, con pruina en su superficie y con presencia de cera débil. Sensibilidad al "russeting" (pardeamiento áspero superficial que presentan algunas variedades)  poco sensible. Con lenticelas de tamaño mediano.
Los sépalos están dispuestos de forma variable, y superpuestos en su base; su fosa calicina poco profunda y de una anchura estrecha. Pedúnculo de grosor medio y de longitud corto, siendo la cavidad peduncular de una profundidad poco profunda y de anchura media. Con pulpa de color amarilla, cuya firmeza es intermedia y textura intermedia; su jugosidad es intermedia con sabor de acidez media, y poco aromática.
Época de maduración y recolección es el 1 de octubre. 'Tabardilla Roja' es una manzana que su destino es la conservación de esta variedad en el banco de germoplasma de Mabegondo como reserva genética.

## Susceptibilidades
- Oidio: ataque fuerte
- Moteado: ataque débil
- Raíces aéreas: no presenta
- Momificado: no presenta
- Pulgón lanígero: no presenta
- Pulgón verde: ataque medio
- Araña roja: no presenta
- Chancro del manzano: no presenta[4]